# Израильская футбольная ассоциация
Изра́ильская футбо́льная ассоциа́ция (ивр. ההתאחדות לכדורגל בישראל‎) — организация, осуществляющая контроль и управление футболом в Израиле. Располагается в Рамат-Гане. 
Согласно УЕФА, первые футбольные команды появились в районе Тель-Авива и Яффы в начале XX века, после чего футбол распространился по всей территории Палестины. Первый официальный матч между командами «Маккаби» (Реховот) и объединенной командой «Маккаби» (Яффо) и «Ришон-ле-Цион», впоследствии переименованной в «Маккаби» (Тель-Авив), состоялся в 1912 году.
Израильская футбольная ассоциация является прямой наследницей Футбольной ассоциации Эрец-Исраэль (ивр. התאחדות ארץ ישראלית למשחק כדור רגל‎, англ. Eretz Israelit Football Association) в подмандатной Палестине. В 1934 году команда под именем «Палестина / Эрец-Исраэль» впервые приняла участие в отборочном турнире Чемпионата мира по футболу 1934 года.
В 1954 году Израильская футбольная ассоциация вступила в АФК, но в 1974 году из-за протеста арабских стран вышла из её состава и оставалась вне континентальных конфедераций до тех пор, пока не вступила в УЕФА в 1994 году.
Ассоциация организует деятельность и управляет национальными сборными по футболу (мужской, женской, молодёжными). Под эгидой союза проводятся соревнования в мужском и женском чемпионатах Израиля и во многих других соревнованиях.